# Emma Sundberg
Emma Sundberg, född 14 september 1988, är en svensk fotbollsspelare. 
Hon kom till Umeå Södra FF inför säsongen 2007 från Umedalens IF. I Umeå Södra FF var Sundberg inner mittfältare och lagkapten. 
2016 spelade hon i klubben Flurkmarks IK som back. 